# Bitwa pod Appomattox Court House
Bitwa pod Appomattox Court House – ostatnia bitwa wojny secesyjnej w Wirginii. Starcie miało miejsce 9 kwietnia 1865 roku w pobliżu miejscowości Appomattox Court House w Wirginii. Obie strony straciły w bitwie łącznie około 700 żołnierzy.
Dowodzona przez generała Ulyssesa Granta armia Unii otoczyła oddziały Skonfederowanych Stanów Ameryki pod dowództwem generała Roberta E. Lee. Jeden z jego podwładnych zasugerował alternatywę dla kapitulacji: „rozpuszczenie ludzi, żeby stali się gerylasami”. Lee, który nie chciał, aby Wirginia została zdewastowana podobnie jak Dolina Shenandoah nie zgodził się na taką propozycję. "Gerylasi staliby się zwykłymi bandami rabusiów, a nieprzyjacielska kawaleria ścigałaby ich wpadając w regiony, których normalnie nie miałaby powodów odwiedzać. Ściągnęlibyśmy na stan problemy, z których wydostanie się zajęłoby lata”. Lee zdecydował, że „nie pozostało mi nic innego, jak udać się na spotkanie z generałem Grantem, a wolałbym po stokroć umrzeć”.
Lee wysłał przez linie notkę oferującą kapitulację. Lee i Grant spotkali się w domu Wilmera McLeana, aby dopełnić formalności kapitulacyjnych.
Oficerowie i żołnierze mogli udać się do domów „nie niepokojeni przez władze Stanów Zjednoczonych tak długo, jak długo będą przestrzegać parolu i prawa obowiązującego w miejscu, gdzie się zatrzymają”. Stanowiąc wzór dla kolejnych kapitulacji kolejnych armii dawało południowym żołnierzom ochronę przed oskarżeniem o zdradę. Po podpisaniu warunków kapitulacji Grant przedstawił generała Lee swojemu sztabowi. Gdy ściskał dłoń sekretarza wojskowego Granta, Ely Parkera, Indianina Seneki, Lee powiedział: „Cieszę się widząc tu jednego prawdziwego Amerykanina”. Parker odparł: „Wszyscy jesteśmy Amerykanami”.